# Wayan de Benedittis
‌
Pas d'image ? Cliquez ici

a Compétitions nationales et continentales officielles uniquement.

Dernière mise à jour le 7 février 2025.
Wayan de Benedittis, né le 10 mars 1999 à Grenoble, est un joueur français de rugby à XV évoluant au poste de pilier gauche au Lyon OU.

## Biographie
Né à Grenoble, il découvre le rugby dans la ville de Saint-Martin-d'Hères dans la banlieue grenobloise.
Formé au FC Grenoble de 2006 jusqu'en catégorie espoir en 2019, il est ensuite recruté par le Castres olympique pour la saison 2019-2020,.
En mars 2021, le Grenoblois prolonge son contrat avec le club tarnais jusqu'en 2025.
En 2022 Wayan de Benedittis affronte avec son club le Montpellier HR en finale du championnat de France où il s'incline sur le score de 29-10.
Le 31 janvier 2025, après n'avoir disputé que cinq rencontres en 2024-2025 et toutes en tant que remplaçant, il rejoint le Lyon OU avec effet immédiat.

## Palmarès
- Championnat de France :
  - Vice-champion (1) : 2022 avec le Castres olympique